# Anadyomene

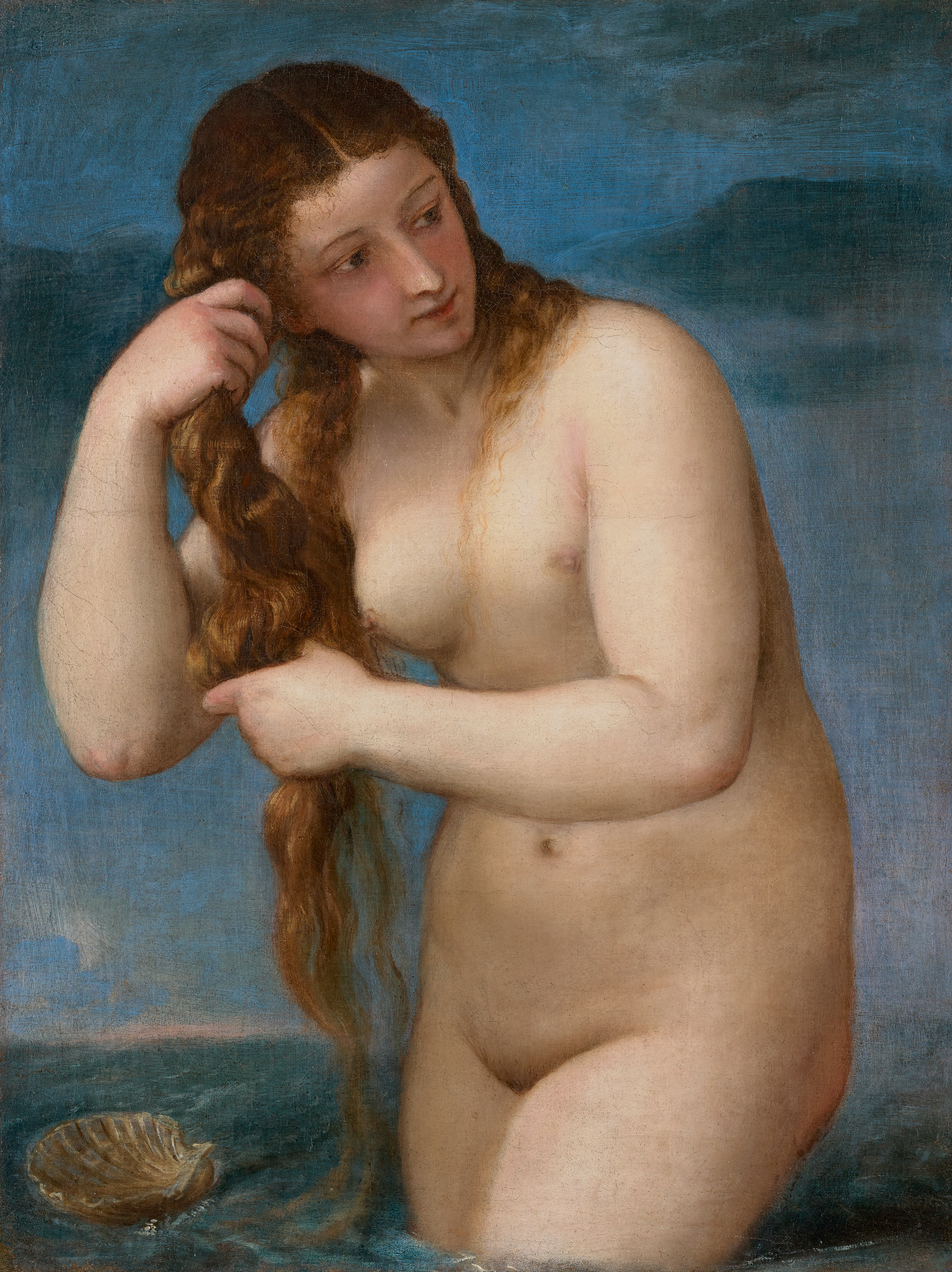
Die Anadyomene des Tizian

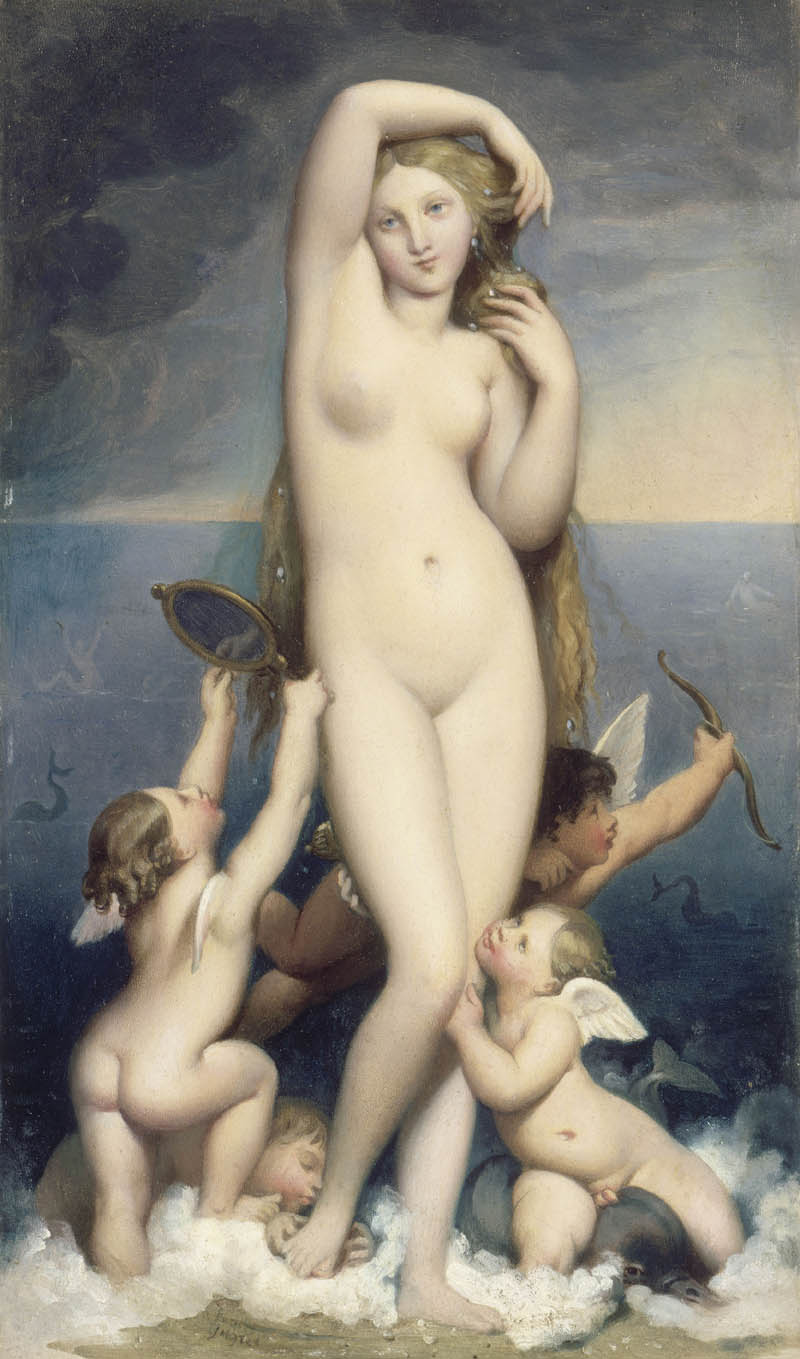
Venus Anadyomene (Ingres, 1848)

Anadyomene (altgriechisch Ἀναδυομένη Anadyoménē [anadyoménɛː], deutsch ‚die Entsteigende‘) war ein Beiname der griechischen Göttin Aphrodite. Der Beiname bezog sich auf die von Hesiod überlieferte Sage von der Geburt der Aphrodite, die auf Zypern dem Schaum des Meeres entstiegen sein soll, nachdem sich Blut und Samen aus dem abgeschnittenen Geschlecht des Uranos mit dem Wasser des Meeres vermischt hatten.
Der Beiname Anadyomene wurde vor allem gebräuchlich durch das berühmte (und oft kopierte) Gemälde des Apelles, in dem sie, eben dem Meer entstiegen, sich graziös das Wasser aus dem Haar wringt. Das Gemälde wurde für die Bürger der Insel Kos geschaffen und hing dort im Tempel des Asklepios. Auf Befehl des Augustus wurde das Gemälde nach Rom gebracht. Dort wurde es als Bildnis der Stammmutter des Geschlechts der Julier seinem vergöttlichten Adoptivvater Julius Caesar geweiht. Die Bürger von Kos wurden mit einem Steuernachlass von 100 Talenten entschädigt. Zur Zeit von Nero wurde die untere Hälfte des inzwischen schadhaft gewordenen Bildes durch eine Kopie des Malers Dorotheos ersetzt. Die obere Hälfte wurde zur Zeit des Vespasian restauriert.
Laut Plinius dem Älteren soll Kampaspe, die Lieblingskonkubine von Alexander dem Großen, das Modell der Anadyomene des Apelles gewesen sein. Der Maler hätte sich in Kampaspe verliebt, woraufhin Alexander großmütig seine Konkubine dem von ihm sehr geschätzten Maler überließ. Nach Athenaios aber soll die noch berühmtere Athener Hetäre Phryne das Modell gewesen sein. Der Maler habe sie beim Fest von Eleusis gesehen, als sie nackt in das Meer stieg.
In Literatur des 20. Jahrhunderts fand die Göttin unter ihrem Beinamen noch vereinzelt Erwähnung, so im Gedicht Anadyomene des englischen Schriftstellers John Fowles in seinem Zyklus Apollo aus den Jahren 1951–52. Fowles spielte auch in seinem Roman The Collector von 1963 (deutsch Der Sammler) noch einmal auf sie an.